# Motion In The Ocean
Motion in the Ocean —en español: Movimiento en el océano— es el tercer álbum de estudio de la banda británica de pop rock McFly. El disco fue publicado el 6 de noviembre de 2006 en el Reino Unido, alcanzó en puesto #6 en las listas de ventas y se convirtió en disco de oro por haber vendido más de 200 000 copias.

## Contenido y lanzamiento
En el álbum está escondida como pista oculta la canción «Silence is a Scary Sound» la cual no aparece en la lista de canciones del disco. Esta pista oculta aparece aproximadamente 8 minutos después de la última canción del álbum, «Baby's Coming Back». Posteriormente la banda publicó una versión especial del álbum que incluía un DVD con su actuación en el Wembley Arena de Londres dentro de su Motion in the Ocean Tour 2006 y la pista adicional "Baby's Coming Back", cover de Jellyfish. Esta edición especial, llamada Motion in the Ocean (Special Tour Edition) se publicó el 14 de mayo de ese mismo año y alcanzó el puesto #14 en las listas de ventas vendiendo 11.256 copias. Las carátulas de ambas ediciones son indénticas, salvo el logo de la banda, que en la versión especial aparece en color rojo a diferencia de la versión original, en la que es en naranja.

## Promoción

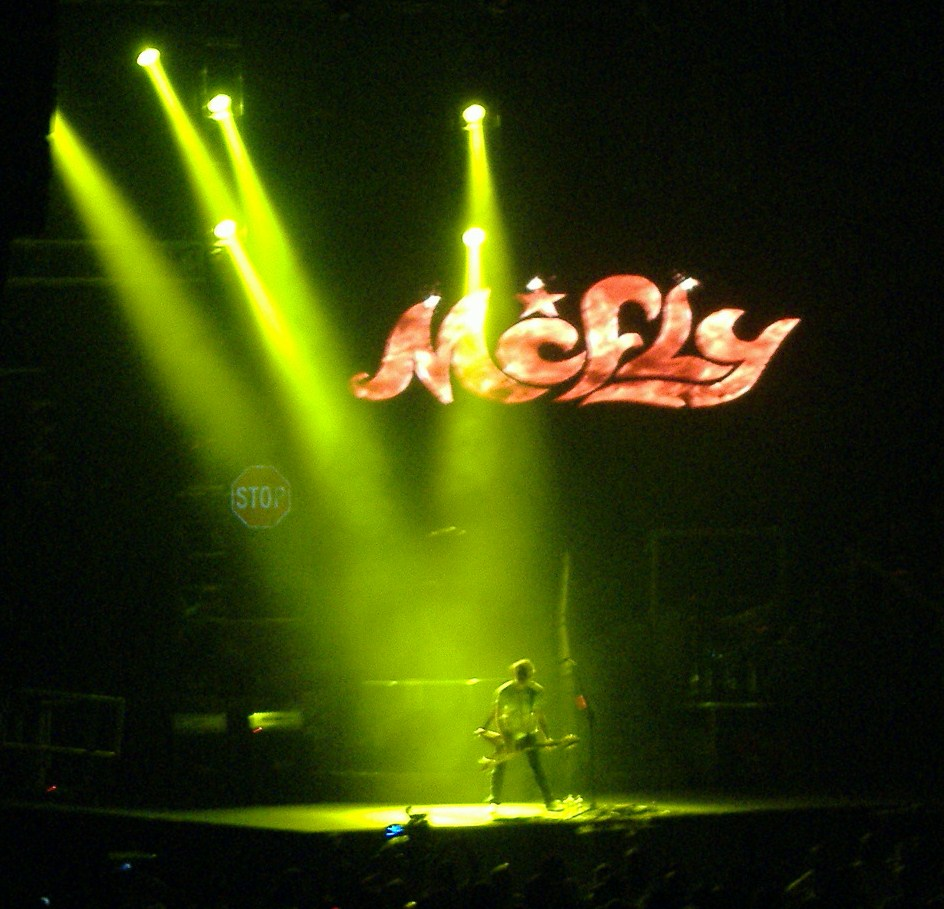
McFly actuando Nottingham durante su Motion in the Ocean Tour.

### Sencillos
- «Don't Stop Me Now/Please, Please», un doble a-side que alcanzó el número uno[5] y fue elegida como canción oficial del Sport Relief 2006;[6][7]
- «Star Girl», que también llegó al número uno vendiendo más de 58.000 copias en su primera semana.[8]
- «Sorry's Not Good Enough/Friday Night» un doble a-side que alcanzó el tercer puesto.[9]
- «Baby's Coming Back/Transylvania» un doble a-side que incluyó una cover de Jellyfish y que también alcanzó el puesto más alto en las listas de ventas.[10]

### Gira
Ver: Motion in the Ocean (Special Tour Edition)

## Lista de canciones
| Motion in the Ocean (Island 1709678) |                              |                                                                                                   |          |  |
| N.º                                  | Título                       | Escritor(es)                                                                                      | Duración |  |
| 1.                                   | «We Are the Young»           | Tom Fletcher, Danny Jones, James Bourne, Jason Perry, Julian Emery                                | 3:54     |  |
| 2.                                   | «Star Girl»                  | Tom Fletcher, Danny Jones, Dougie Poynter, Harry Judd, Jason Perry, Julian Emery, Daniel P Carter | 3:28     |  |
| 3.                                   | «Please, Please»             | Tom Fletcher, Danny Jones, Dougie Poynter, Harry Judd, Jason Perry                                | 3:09     |  |
| 4.                                   | «Sorry's Not Good Enough»    | Tom Fletcher, Danny Jones, Dougie Poynter, Jason Perry, Julian Emery                              | 4:27     |  |
| 5.                                   | «Bubble Wrap»                | Tom Fletcher                                                                                      | 5:12     |  |
| 6.                                   | «Transylvania»               | Tom Fletcher, Dougie Poynter                                                                      | 4:10     |  |
| 7.                                   | «Lonely»                     | Tom Fletcher, James Bourne                                                                        | 3:52     |  |
| 8.                                   | «Little Joanna»              | Tom Fletcher, Danny Jones, Dougie Poynter, Matthew Fletcher                                       | 3:56     |  |
| 9.                                   | «Friday night»               | Tom Fletcher, Danny Jones, Dougie Poynter, Jason Perry, Julian Emery, Daniel P Carter             | 3:22     |  |
| 10.                                  | «Walk in the Sun»            | Danny Jones                                                                                       | 4:35     |  |
| 11.                                  | «Home Is Where the Heart Is» | Tom Fletcher, Danny Jones, Jason Perry                                                            | 4:31     |  |
| 43:44                                |                              |                                                                                                   |          |  |

| Bonus tracks |        |              |          |  |
| N.º          | Título | Escritor(es) | Duración |  |

| Bonus tracks |        |              |          |  |
| N.º          | Título | Escritor(es) | Duración |  |

| Tour Edition |        |              |          |  |
| N.º          | Título | Escritor(es) | Duración |  |

## Posicionamiento en las listas de ventas
| Lista de ventas                        | Posición más alta | Certificación   |
| -------------------------------------- | ----------------- | --------------- |
| UK Albums Chart                        | 6                 | Oro (cert. BPI) |
| U.S. Billboard European Top 100 Albums | 23                | -               |
| Irish Albums Chart                     | 23                | -               |